# Wabasso Beach
Wabasso Beach – jednostka osadnicza w Stanach Zjednoczonych, w stanie Floryda, w hrabstwie Indian River, nad Oceanem Atlantyckim.